# گوبیاته

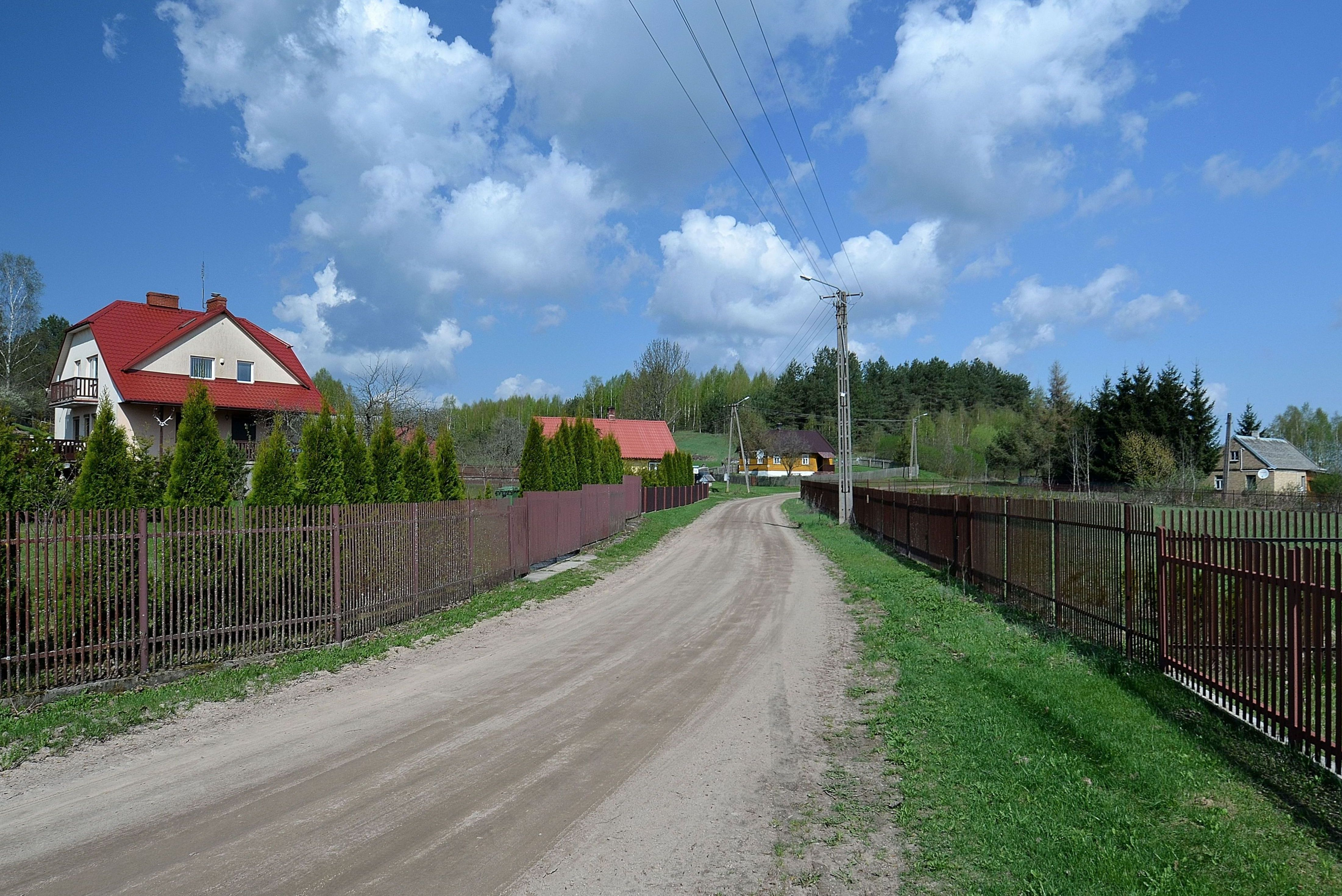
منطقه مسکونی در لهستان

گوبیاته (به لاتین: Gobiaty) یک روستا در لهستان است که در گمینا گرودک واقع شده‌است.